# L'Atelier
L'Atelier é um filme de drama francês de 2017 dirigido e escrito por Laurent Cantet. Protagonizado por Marina Foïs, estreou no Festival de Cannes 2017, no qual competiu para Un certain regard.

## Elenco
- Marina Foïs - Olivia
- Matthieu Lucci - Antoine